# X Premis de la Unión de Actores
La X edició dels Premis de la Unión de Actores, corresponents a l'any 2000, concedits pel sindicat d'actors Unión de Actores y Actrices, va tenir lloc el 12 de març de 2001 al Palau de Congressos de Madrid. La gala fou presentada per Carme Conesa i Chete Lera.

## Guardons

### Premi a Tota una vida
- José Luis López Vázquez

### Premi Especial
- Teatro Albéniz de la CAM

### Cinema

#### Millor interpretació protagonista
| Actor/Actriu   | Pel·lícula                                | Resultat   |
| -------------- | ----------------------------------------- | ---------- |
| Lydia Bosch    | You're the One (una historia de entonces) | Candidata  |
| Carmen Maura   | La comunidad                              | Guanyadora |
| Adriana Ozores | Plenilunio                                | Candidata  |

#### Millor interpretació secundària
| Actor/Actriu          | Pel·lícula     | Resultat  |
| --------------------- | -------------- | --------- |
| Emilio Gutiérrez Caba | La comunidad   | Guanyador |
| Manuel Morón          | El Bola        | Candidat  |
| Pepa Pedroche         | El otro barrio | Candidata |

#### Millor interpretació de repartiment
| Actor/Actriu     | Pel·lícula     | Resultat   |
| ---------------- | -------------- | ---------- |
| Gloria Muñoz     | El Bola        | Candidata  |
| Terele Pávez     | La comunidad   | Guanyadora |
| Guillermo Toledo | El otro barrio | Candidat   |

#### Millor interpretació revelació
| Actor/Actriu         | Pel·lícula       | Resultat  |
| -------------------- | ---------------- | --------- |
| Juan José Ballesta   | El Bola          | Guanyador |
| Pilar López de Ayala | Besos para todos | Candidata |
| Unax Ugalde          | El grupo         | Candidat  |

### Televisió

#### Millor interpretació protagonista
| Actor/Actriu     | Sèrie de televisió                  | Resultat   |
| ---------------- | ----------------------------------- | ---------- |
| Blanca Portillo  | 7 vidas                             | Guanyadora |
| Josep Maria Pou  | Policías, en el corazón de la calle | Candidat   |
| Juanjo Puigcorbé | Un chupete para ella                | Candidat   |

#### Millor interpretació secundària
| Actor/Actriu    | Sèrie de televisió                  | Resultat   |
| --------------- | ----------------------------------- | ---------- |
| Pedro Casablanc | Policías, en el corazón de la calle | Candidat   |
| Lola Dueñas     | Policías, en el corazón de la calle | Candidata  |
| María Pujalte   | Periodistas                         | Guanyadora |

#### Millor interpretación de repartiment
| Actor/Actriu     | Sèrie de televisió | Resultat   |
| ---------------- | ------------------ | ---------- |
| Carmen Machi     | 7 vidas            | Guanyadora |
| Sonia Madrid     | El comisario       | Candidata  |
| Secun de la Rosa | El grupo           | Candidat   |

### Teatre

#### Millor interpretació protagonista
| Actor/Actriu        | Obra de teatre   | Resultat  |
| ------------------- | ---------------- | --------- |
| Juan Echanove       | El verdugo       | Guanyador |
| Ginés García Millán | Don Juan Tenorio | Candidat  |
| Joaquín Notario     | La vida es sueño | Candidat  |

#### Millor interpretació secundària
| Actor/Actriu     | Obra de teatre  | Resultat   |
| ---------------- | --------------- | ---------- |
| Jacobo Dicenta   | Romeo y Julieta | Guanyadora |
| Vicente Díez     | El verdugo      | Candidat   |
| Alfred Lucchetti | El verdugo      | Candidat   |

#### Millor interpretació de repartiment
| Actor/Actriu          | Obra de teatre          | Resultat  |
| --------------------- | ----------------------- | --------- |
| Pedro G. de las Heras | El verdugo              | Candidat  |
| Claudio Pascual       | Mañanas de abril y mayo | Guanyador |
| Fernando Ransaz       | El verdugo              | Candidat  |